# Naturwissenschaftlich-Technische Akademie Isny

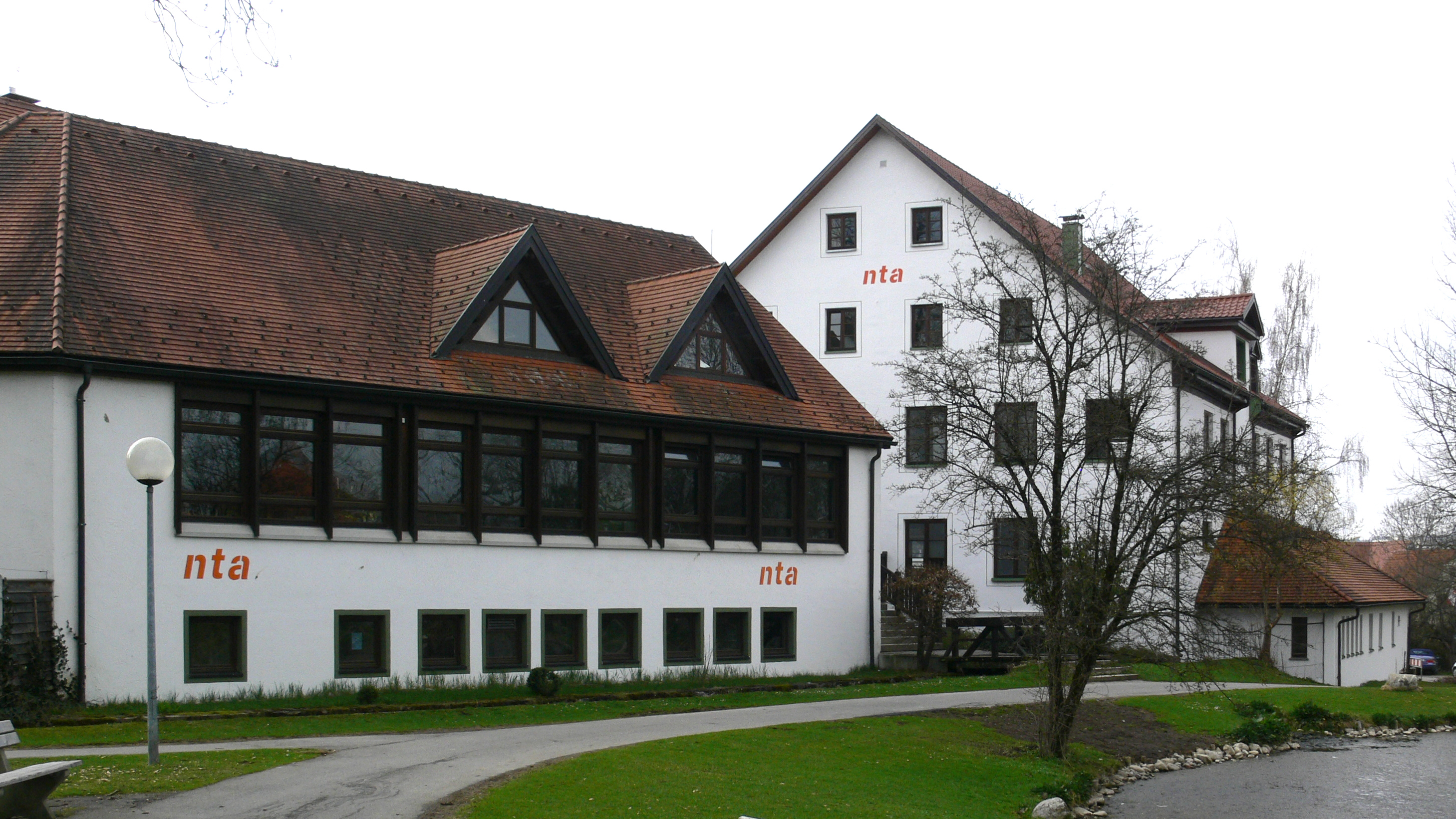
Naturwissenschaftlich-Technische Akademie (nta) - Isny

Die Naturwissenschaftlich-Technische Akademie Isny (nta), ehemals Naturwissenschaftlich-Technische Akademie Prof. Dr. Grübler, bestand aus vier staatlich anerkannten Berufskollegs für naturwissenschaftliche Berufe in Isny im Allgäu. Die Einrichtung hatte von 1973 bis 2015 die Anerkennung als Hochschule.
Sie wurde 1945 in Ravensburg als Ausbildungsstätte für Chemisch-technische Assistenten unter dem Namen Chemieschule Dr. Grübler gegründet und 1950 nach Isny verlegt. Ab 1961 wurden die ersten Ingenieur-Studiengänge (zunächst Physikalische Technik und Chemie) eingerichtet. 1973 erhielt die nta die staatliche Anerkennung als Fachhochschule.
Seit dem Jahr 2006 waren alle an der Fachhochschule angebotenen Diplomstudiengänge von der Agentur ASIIN akkreditiert. Zum Wintersemester 2009/2010 wurden die bisherigen Diplomstudiengänge an der Fachhochschule auf den Bachelorabschluss (Bachelor of Science) umgestellt. Zuletzt wurden an der Hochschule Isny die Bachelorstudiengänge Chemie (Schwerpunkt Allgemeine Chemie oder Lebensmittelchemie und Umweltanalytik), Pharmazeutische Chemie, Informatik und Physik-Ingenieurwesen angeboten. Die angebotenen Bachelorstudiengänge waren ebenfalls von der Akkreditierungsagentur ASIIN e.V. akkreditiert. Seit dem Wintersemester 2016 nahm die nta-Hochschule keine Studierenden mehr auf. Der Wissenschaftsrat hatte im Oktober 2015 der Einrichtung die Re-Akkreditierung als Hochschule verweigert. In der Folge verlor die Einrichtung ihren Hochschulstatus.
Die Berufskollegs der nta (in anderen Bundesländern auch Berufsfachschulen genannt) bot zweijährige (PTA 2,5 Jahre) schulische Berufsausbildungen zum Technischen Assistenten, wie Assistent für Informations- und Kommunikationstechnik AIK oder ITA, Biotechnologischer Assistent BioTA, Chemisch-technischer Assistent CTA und Pharmazeutisch-technischer Assistent PTA an.
Während der Ausbildung an einem der nta-Berufskollegs konnte optional die Fachhochschulreife durch bestehen eines FHR-Zusatzprogramms und somit die Voraussetzung zum Studium an einer Fachhochschule in BW erworben werden. Eine während der PTA-Ausbildung erworbene Fachhochschulreife galt bundesweit. Über 60 Jahre wurde zudem ein Vorbereitungskurs (März bis August) zum Einstieg in die Ausbildungen zum Technischen Assistenten oder als Berufsfindungsmöglichkeit im MINT-Bereich angeboten.
Nach einem Insolvenzverfahren und der erfolglosen Suche nach einem Investor, wurde im Jahr 2024 der Lehrbetrieb der nta eingestellt.